# Kosmonosy
Kosmonosy (en allemand : Kosmanos) est une ville du district de Mladá Boleslav, dans la région de Bohême-Centrale, en République tchèque. Sa population s'élevait à 5 304 habitants en 2024.

## Géographie
Kosmonosy se trouve à 4 km au nord-est du centre de Mladá Boleslav — et fait partie de son agglomération — et à 54 km au nord-est de Prague.
La commune est limitée par Bradlec et Bakov nad Jizerou au nord, par Dolní Stakory à l'est, par Plazy au sud-est, et par Mladá Boleslav au sud-ouest et à l'ouest.

## Histoire
La première mention écrite de la localité date de 1186.

## Patrimoine

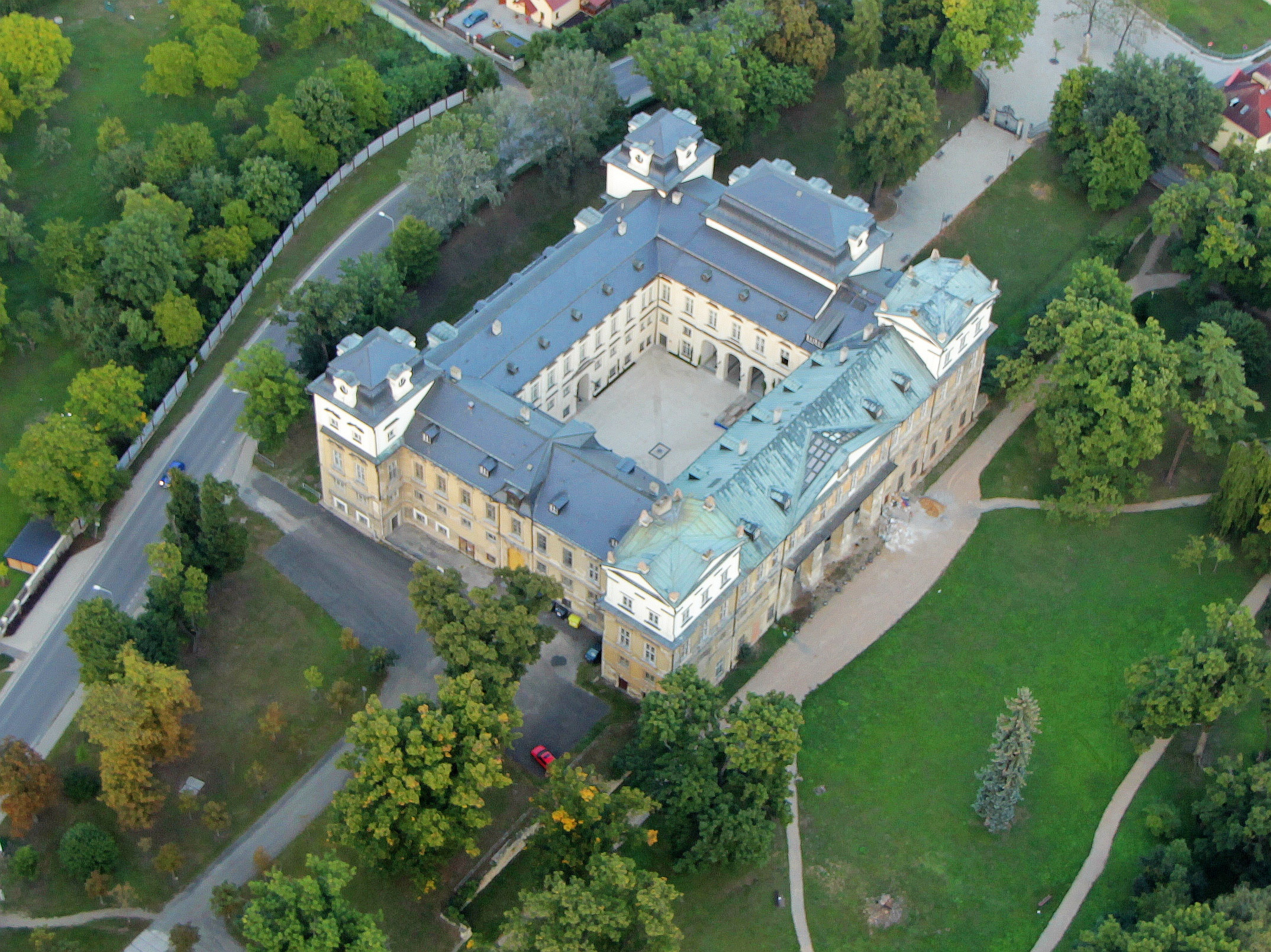
Château de Kosmonosy.
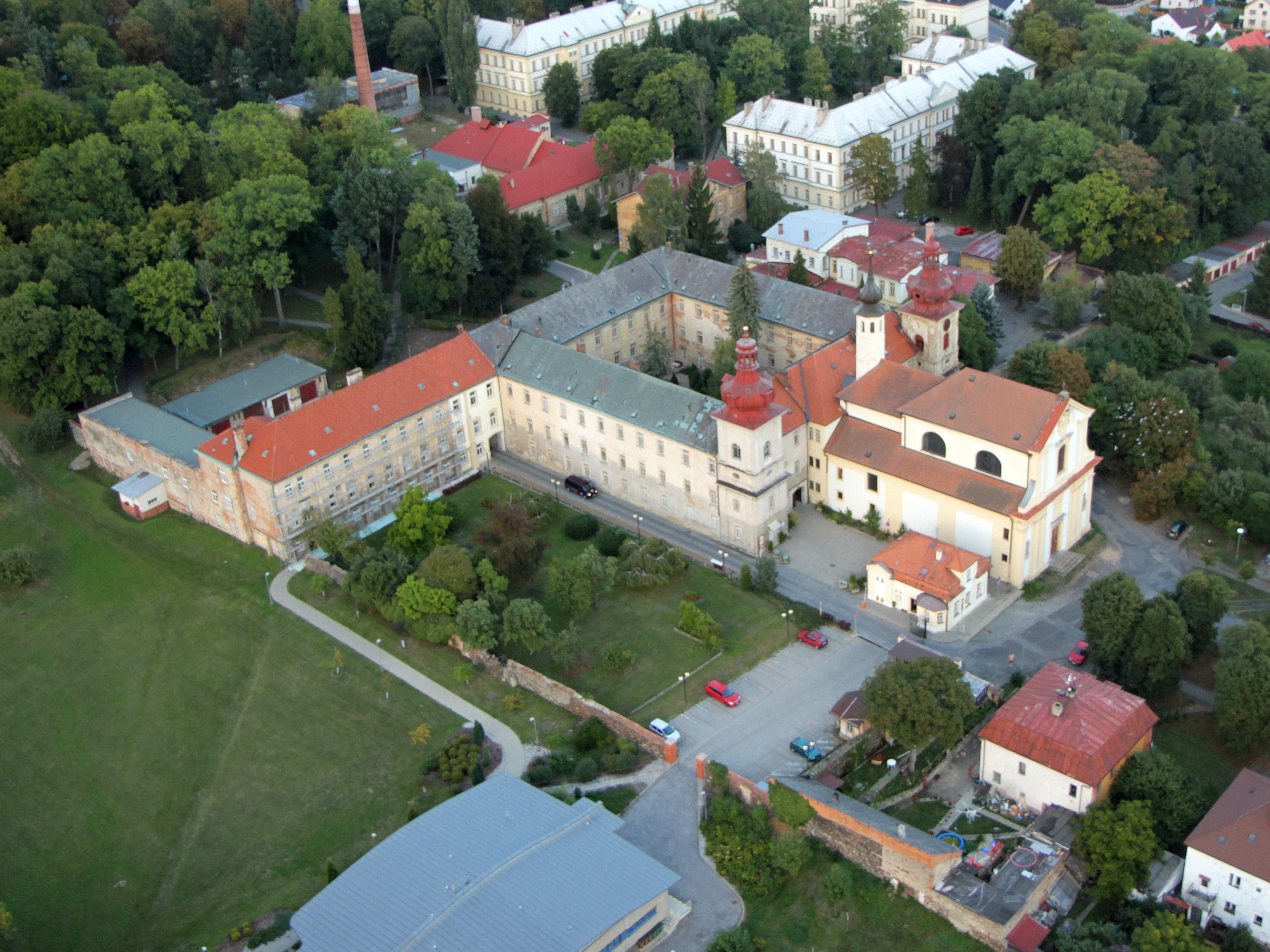
Monastère de Kosmonosy.

## Personnalités liées à la ville
- Rudolf Kalvach (1883-1932), graphiste autrichien, a passé ses dernières années dans l'institution psychiatrique de Kosmanos.
- Čeněk Novotný (1903-1972), enseignant à l'école locale, auteur d'écrits pédagogiques, historiques et botaniques régionaux
- Václav Kopecký (1897-1961), communiste tchécoslovaque